# Albert Dauzat

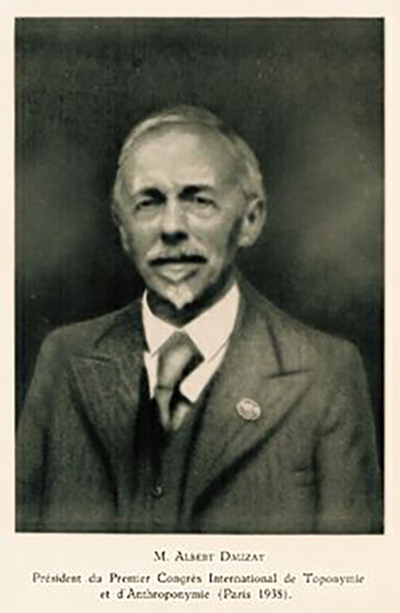
Albert Dauzat em 1938.

Albert Dauzat (Guéret, 4 de julho de 1877 — Argel, 31 de outubro de 1955) foi um lingüista francês, autor de mais de cinqüenta obras e um dos pioneiros no estudo da Onomástica. Como se pode verificar nos volumes que pertenceram à sua biblioteca pessoal, Mário de Andrade leu e anotou a obra de Dauzat, autor que, como adepto da geografia linguística, também lhe oferecia fundamentos e critérios para o trabalho de levantamento de traços da língua oral, com vistas à projetada Gramatiquinha da fala brasileira.

## Principais obras
- L'Argot de la guerre (Paris, 1918)
- Dictionnaire étymologique de la langue française (Paris, 1938)
- Dictionnaire étymologique des noms de famille et prénoms de France (Paris, 1951)
- Dictionnaire étymologique des noms de lieux en France (Paris, 1963)
- Histoire de la langue française (Paris, 1930)